# Kōya Yuruki
Kōya Yuruki (jap. 汰木 康也, Yuruki Kōya; * 3. Juli 1995 in Yokohama, Präfektur Kanagawa) ist ein japanischer Fußballspieler.

## Karriere
Kōya Yuruki erlernte das Fußballspielen in der Jugendmannschaft der Yokohama F. Marinos in Yokohama. Seinen ersten Vertrag unterschrieb er 2014 bei Montedio Yamagata. Der Verein aus der Präfektur Yamagata spielte in der zweithöchsten Liga des Landes, der J2 League. Von 2014 bis 2015 spielte er 13-mal in der J.League U-22 Selection. Diese Mannschaft, die in der dritten Liga, der J3 League, spielte, setzte sich aus den besten Nachwuchsspielern der höherklassigen Vereine zusammen. Das Team wurde mit Blick auf die Olympischen Sommerspiele 2016 in Rio de Janeiro gegründet. Die Auswahl der Spieler erfolgte auf wöchentlicher Basis aus einem Pool, für den jeder Verein förderungswürdige Talente benennen konnte; die Zusammensetzung der Mannschaft variierte daher sehr stark von Spiel zu Spiel. Ende 2014 stieg er mit dem Club in die erste Liga auf. Nach nur einem Jahr in der J1 League musste der Verein Ende 2015 als 18. der Tabelle wieder den Weg in die Zweitklassigkeit antreten. Für Montedio Yamagata absolvierte er insgesamt 92 Spiele und schoss dabei sechs Tore. 2019 wechselte er zu den Urawa Red Diamonds. Der Verein aus Saitama spielte in der ersten Liga. Am 19. Dezember 2021 stand er mit dem Klub im Endspiel des Kaiserpokals, dass man mit 2:1 gegen Ōita Trinita gewann. Für Urawa bestritt er 69 Ligaspiele. Zu Beginn der Saison 2022 wechselte er zum ebenfalls in der ersten Liga spielenden Vissel Kōbe. Am Ende der Saison 2023 und 2024 feierte er mit dem Verein aus Kōbe die japanische Meisterschaft.

## Erfolge
Urawa Red Diamonds
- Japanischer Pokalsieger: 2021

Vissel Kōbe
- Japanischer Meister: 2023, 2024